# Bandiera del Regno di Sicilia
La bandiera del Regno di Sicilia ebbe due principali incarnazioni introdotte, la prima, in età sveva e, la seconda, in epoca aragonese. Elemento comune ad entrambe fu l'aquila sveva, eredità della Casa di Hohenstaufen, che, unita ai pali d'Aragona, andò a costituire l'arme e, quindi, la bandiera più longeva della storia dello stato isolano.

## L'aquila sveva
L'aquila spiegata di nero entra a far parte dei segni distintivi del Regno di Sicilia a seguito del matrimonio tra Enrico VI di Svevia e Costanza d'Altavilla, che segnò l'unione tra la Casa regnante degli Altavilla e la Casa di Svevia. La tradizione vuole che sia stato Federico Barbarossa ad introdurre l'aquila, quale simbolo imperiale che rappresentasse la continuità tra l'Impero germanico e l'Impero romano, ma fu Enrico VI che definì i caratteri araldici dello stemma del casato, fissando il metallo d'oro per il campo.
È con Federico II, però, che l'aquila sveva comincia a divenire segno distintivo della Sicilia: lo Stupor Mundi, infatti, adoperò, accanto a quella stabilita da suo padre, una nuova versione dello scudo imperiale, dove il campo era d'argento, anziché d'oro. Tale scudo diviene il blasone di Svevia-Sicilia e fu adoperato, successivamente, da re Manfredi e, poi, ereditato da sua figlia Costanza. Altri autori, come il Summonte, però, attribuiscono esclusivamente a re Manfredi, figlio naturale dell'imperatore, l'introduzione, per lo stemma svevo, del campo d'argento, che diventa bianco per la bandiera, a rappresentare il solo Regno di Sicilia e non l'Impero.

Bandiera del Regno di Sicilia sotto gli Hohenstaufen

## Pali d'Aragona
Nel 1276, con il matrimonio tra Costanza di Hohenstaufen e Pietro III d'Aragona, all'aquila sveva vengono accostati i pali d'Aragona, quattro barre vermiglie su fondo oro. Lo stemma così composto era un'arme di pretensione, ovvero rappresentava la pretesa che il re d'Aragona vantava sul trono di Sicilia. I diritti dinastici di Costanza furono esercitati nel 1282, quando la Sicilia insorse contro gli Angiò nella guerra del Vespro. La nuova insegna reale si presentava inquartata con, al 1º e 4º quarto, i pali d'Aragona e con, al 2º e 3º quarto, l'aquila di Svevia-Sicilia.
Nel 1296, con l'incoronazione di Federico III, assistiamo ad un mutamento della disposizione delle armi. La bandiera del Regno di Sicilia si presenta, infatti, con un'inquartatura in decusse, ovvero in croce di Sant'Andrea. I pali d'Aragona sono posti in alto e in basso (al 1º e 4º quarto), mentre le aquile (affrontate o rivolte verso il pennone) a destra e sinistra (2º e 3º quarto). La nuova bandiera, che non ebbe più valore di vessillo di guerra, ma di insegna navale, fu estremamente longeva, restando in vigore fino al 1816, allorquando, con l'istituzione del Regno delle Due Sicilie, essa fu sostituita dal vessillo bianco con il nuovo stemma dei Borbone.
Nel corso dei secoli, però, furono generate almeno due varianti della bandiera del Regno di Sicilia. La prima, probabilmente per un errore di rappresentazione, riporta un'inversione dei quarti con le aquile al 1º e 4º e i pali d'Aragona al 2º e 3º quarto; mentre la seconda, comparsa nel XVII secolo, si presenta, quasi certamente per via della complessità dell'inquartatura in croce di Sant'Andrea, come un'ulteriore semplificazione della precedente versione: in campo bianco, quattro strisce orizzontali rosse e gialle, separano le due aquile più piccole e di foggia più moderna poste al centro delle fasce bianche o in prossimità del pennone di ciascuna.
Sebbene ufficialmente abolita nel 1817, la bandiera del Regno di Sicilia continuò ad essere usata almeno fino all'annessione dell'isola al Regno d'Italia.

Bandiera durante il regno di Pietro I di Sicilia (1282-1296)
Bandiera del Regno di Sicilia (1296-1816) introdotta da Federico III di Sicilia
Variante a quarti invertiti
Versione semplificata in uso dal XVII secolo